# Высокая энергия
«Высокая энергия» — дебютный студийный альбом рэп-исполнителя Богдана Титомира, выпущенный в апреле 1992 года.
Альбом был записан в московской студии «Гала» в период с мая по август 1991 года. В записи бэк-вокалов приняла участие Люда Ракета, а в записи хора — участники ритм-балета «Высокая энергия». Музыку для альбома Титомир создал совместно с композитором Александром Ивановым при помощи сессионных музыкантов: Иван Смирнов (акустическая гитара), Александр Венгеров (электрогитара), Игорь Балашов (полуакустическая гитара), Сергей Овчинников (саксофон). Тексты для альбома Титомир написал совместно с Германом Витке и Кириллом Крастошевским. Продюсером альбома является Сергей Лисовский.
В апреле 1992 года студия «Звук» выпустила магнитоальбом из девяти треков. В июле фирма грамзаписи «ЗеКо Рекордс» выпустила альбом на грампластинках и аудиокассетах. Осенью фирма грамзаписи Vostok Entertainment Records выпустила альбом на компакт-дисках. Были сняты видеоклипы на песни «Ерунда» (1991), «Делай как я» (1991) и «Чукча» (1992), находившиеся несколько недель в ротации телеканала «2x2». Презентация альбома состоялась на первом сольном концерте Титомира в СКК им. Ленина в Санкт-Петербурге 27 марта 1992 года.
По итогам 1991 года песня «Ерунда» была выбрана читателями газеты «Московский комсомолец» «Лучшей песней года», а рэп-композиция «Делай как я» — «Лучшей песней ноября». По итогам 1992 года альбом занял второе место в списке «Лучших альбомов года» в рубрике «Звуковая дорожка» согласно опросу читателей газеты «Московский комсомолец», а песни «Делай как я», «Девочка в красном» и «Запорожец» вошли в десятку лучших песен года. В хит-параде ТАСС «Музыкальный Олимп» на основе данных о продажах альбом достиг четвёртой строчки ежемесячного хит-парада грампластинок в марте 1993 года, а песня «Делай как я» стала лучшей песней января 1992 года. По словам Титомира, альбом разошёлся тиражом в пять с половиной миллионов экземпляров.

## Об альбоме
В апреле 1991 года Титомир покинул «Кар-Мэн» с целью сделать сольную карьеру. В мае в студии «Гала» в ДК «Автомобилист» Титомир познакомился с поэтами Кириллом Крастошевским и Германом Витке. Крастошевский написал для него текст песен «Ерунда», «Багдадский вор», «Девочка в красном» и «Чукча»; а Витке написал для него текст песен «Делай как я», «Кайф», «Секс-машина» и «Сила» (в паре с Крастошевским).
Витке подсказал Титомиру, в какую музыкальную сторону ориентироваться, показав ему два клипа Эм Си Хаммера, после просмотра которых Титомир загорелся идеей сделать нечто похожее.
Герман Витке: Я текст «Делай как я» писал прямо в студии. Честно говоря, на пустом пакете из-под молока. Или из-под кефира. Богдан почитал стихи и сказал: «Мне нужно именно это». Думаю, Богдан понимал, что эта песня позволит ему занять отдельную нишу. Ему всё с самого начала понравилось, мы даже не переделывали практически ничего. И вместе сделали первый альбом «Высокая энергия». Там порядка пяти-шести песен моих: «Секс-машина», «Кайф», «Делай как я», сейчас уже всего и не упомнишь.
Музыку для альбома Титомир создал совместно с композитором Александром Ивановым при помощи сессионных музыкантов: Иван Смирнов (акустическая гитара), Александр Венгеров (электрогитара), Игорь Балашов (полуакустическая гитара), Сергей Овчинников (саксофон). Аранжировка для песни «Ерунда» была позаимствована у немецкой евро-хаус-группы OFF из песни «La Casa Latina» (1989), а аранжировка для песни «Сила» — у американского рэп-исполнителя MC Hammer из песни «Too Legit To Quit» (1991). Для альбома было создано десять песен, записанных в жанрах хип-хоп («Делай как я», «Секс-машина», «Сила»), хип-хаус («Ерунда», «Багдадский вор», «Запорожец (Высокая энергия)», «Чукча») и ритм-энд-блюз («Ночь разлуки», «Девочка в красном», «Кайф»). Материал был записан в студии «Гала» в период с мая по август 1991 года. В записи бэк-вокалов приняла участие Люда Ракета, а в записи хора — участники ритм-балета «Высокая энергия».
В августе 1991 года с двумя песнями Титомир обратился к продюсеру Сергею Лисовскому с целью получить бюджет на свой проект «High Energy». Контракт на два года был подписан на следующий день. Вся рекламная кампания Титомира с концертами, гастрольными турами и альбомами на 91—93-й годы оценивалась в районе миллиона долларов.
В августе Титомир решил экранизировать две композиции: «Ерунда» и «Делай как я». «Ерунду» снял режиссёр Дмитрий Паппе, а «Делай как я» — Михаил Хлебородов. «Делай как я» был снят и смонтирован за одну ночь 24 августа 1991 года, через два дня после путча, в ТЭЦ «Трёхгорной мануфактуры» на Краснопресненской набережной в Москве. По словам Хлебородова, Титомир приехал на съёмки на мотоцикле, который он одолжил у байкеров из клуба «Ночные волки», взамен предложив им участие в съёмках. Около ста мотоциклов приехало на завод под утро, когда плёнка уже закончилась. Тем не менее оператор Михаил Мукасей снимал их без плёнки, ничего не сказав владельцам байков. По мнению Сергея Лемоха, бывшего коллеги по дуэту «Кар-Мэн», идея самой песни и видеоклипа, снятого на заводе, была позаимствована у хип-хаус-группы C+C Music Factory («Here We Go Let’s Rock & Roll»).
Сами же композиции «Делай как я» и «Ерунда» впервые были выпущены на сборнике студии «Гала» «Мегамикс '91» в сентябре 1991 года, позже «Делай как я» появилась на сборнике студии «Союз» «Союз-4. Танцуй в темноте '91» в конце 1991 года. С песни «Делай как я» началась популярность исполнителя, и она же стала его «визитной карточкой». Ведущий «МузОбоза», Иван Демидов, назвал рэп-композицию Титомира «Делай как я» «гимном поколения». Видео на песню «Ерунда» появилось на телеэкранах в октябре, а премьера видео на песню «Делай как я» состоялась в программе «МузОбоз» в ноябре, после чего ролик находился несколько недель в ротации телеканала «2x2».
29 июня 1991 года Титомир выступил на Большой спортивной арене олимпийского комплекса «Лужники» на гала-концерте «Звуковой дорожки» в рамках праздника газеты «Московский комсомолец», 18 августа — в московском парке Горького на празднике «Возвращение» в рамках Конгресса соотечественников, 5 октября — во Дворце спорта «Юбилейный» в Санкт-Петербурге на Всесоюзном турнире по фулл-контакт каратэ и кикбоксингу среди профессионалов, 11 и 12 октября — в спорткомплексе «Олимпийский» на концертах «Осенние встречи на „Звуковой дорожке“», 17 октября — на концерте «День примирения и согласия», 18 октября — в Новосибирске, с 25 по 27 октября — в Мурманске, а 3 ноября — на малой спортивной арене Олимпийского комплекса «Лужники» на международном турнире по фулл-контакт каратэ и кикбоксингу среди профессионалов. С 28 ноября по 1 декабря участвовал в концертах «ВИД: Год на экране».
15 и 16 февраля 1992 года Титомир выступил в спорткомплексе «Олимпийский» на концертах музыкальной телевизионной программы «Песни года». 14 и 15 марта 1992 года Титомир выступил с песнями «Делай как я», «Секс-машина», «Чукча», «Запорожец» и «Кайф» во Дворце спорта «Динамо» в рамках телепрограммы «Площадка «Обоза», где также участвовали Лика Эм Си, «Мальчишник» и «Валерия». Программа вышла в эфир 1-го канала Останкино в пятницу, 10 апреля. 27 марта Титомир дал сольный концерт в СКК им. Ленина в Санкт-Петербурге. 4 и 5 апреля выступил с песней «Ерунда» в спорткомплексе «Олимпийский» на концертах презентации новой программы «Хит-парад «Останкино», которая вышла в эфир 1-го канала Останкино в среду, 8 апреля.
В апреле 1992 года студия «Звук» выпустила дебютный магнитоальбом Титомира «Высокая энергия». В июле фирма грамзаписи «ЗеКо Рекордс» выпустила альбом на грампластинках и аудиокассетах. Осенью фирма грамзаписи Vostok Entertainment Records выпустила альбом на компакт-дисках.
Осенью 1992 года был снят видеоклип на песню «Чукча» (режиссёр: Олег Гусев, оператор: Максим Осадчий), который впервые был показан по телевидению в январе 1993 года.

## Критика
В августе 1992 года редактор смоленской рок-газеты «ТуесО’К», А. Иванов, делая обзор на альбом «Высокая энергия», выпущенный на аудиокассете, отметил, что Титомир «явно не стоит своей рекламы».

### Ретроспектива
В 1997 год журнал «ОМ» назвал песню «Делай как я» высшим достижением в карьере артиста.
В 2007 году редактор журнала «Ваш досуг», Константин Черунов, оценивая появление Титомира в постсоветский период, назвал его «венцом постсоветского r’n’b-творения».
В 2020 году редактор сетевого издания газеты «Комсомольская правда», Назар Белых, назвал трек «Секс-машина» смелым треком.

### Рейтинги
В 2007 году главный редактор портала Rap.ru, Андрей Никитин, поместил альбом в список главных альбомов русского рэпа с комментарием: «Автор легендарного выражения „пипл хавает“ был для России кем-то вроде MC Hammer тех лет. Сейчас Титомир мог бы считаться своего рода олдскулом, если бы в середине 90-х не перекинулся в более модную рэйв-культуру, с которой и ассоциируется до сих пор.».
В 2011 году журнал «Афиша» поместил песню «Делай как я» в список «99 русских хитов» за последние 20 лет.
В 2021 году музыкальный журналист Александр Горбачёв поместил песню «Делай как я» в свою книгу «Не надо стесняться. История постсоветской поп-музыки в 169 песнях. 1991—2021».

## Список композиций
Список композиций (магнитоальбом студия «Звук», апрель 1992 года)
| №  | Название                      | Текст песни                           | Музыка                 | Длительность |
| -- | ----------------------------- | ------------------------------------- | ---------------------- | ------------ |
| 1. | «Делай как я»                 | Герман Витке                          | А. Иванов и Б. Титомир | 5:51         |
| 2. | «Ерунда»                      | Кирилл Крастошевский                  | А. Иванов и Б. Титомир | 4:17         |
| 3. | «Ночь разлуки»                | Богдан Титомир                        | А. Иванов и Б. Титомир | 4:35         |
| 4. | «Багдадский вор»              | Кирилл Крастошевский и Богдан Титомир | А. Иванов и Б. Титомир | 5:20         |
| 5. | «Секс-машина»                 | Герман Витке                          | А. Иванов и Б. Титомир | 4:05         |
| 6. | «Запорожец (Высокая энергия)» | Богдан Титомир                        | А. Иванов и Б. Титомир | 5:09         |
| 7. | «Девочка в красном»           | Кирилл Крастошевский                  | А. Иванов и Б. Титомир | 4:45         |
| 8. | «Чукча»                       | Кирилл Крастошевский                  | А. Иванов и Б. Титомир | 4:35         |
| 9. | «Кайф»                        | Герман Витке                          | А. Иванов и Б. Титомир | 5:14         |

Список композиций (грампластинка, ЗеКо Рекордс/Орфей, июль 1992 года)
| №  | Название            | Текст песни          | Музыка                 | Длительность |
| -- | ------------------- | -------------------- | ---------------------- | ------------ |
| 1. | «Делай как я»       | Герман Витке         | А. Иванов и Б. Титомир | 5:51         |
| 2. | «Ерунда»            | Кирилл Крастошевский | А. Иванов и Б. Титомир | 4:17         |
| 3. | «Ночь разлуки»      | Богдан Титомир       | А. Иванов и Б. Титомир | 4:35         |
| 4. | «Чукча»             | Кирилл Крастошевский | А. Иванов и Б. Титомир | 4:35         |
| 5. | «Будь мужчиной»     | Герман Витке         | А. Иванов и Б. Титомир | 4:05         |
| 6. | «Высокая энергия»   | Богдан Титомир       | А. Иванов и Б. Титомир | 5:09         |
| 7. | «Девочка в красном» | Кирилл Крастошевский | А. Иванов и Б. Титомир | 4:45         |
| 8. | «Кайф»              | Герман Витке         | А. Иванов и Б. Титомир | 5:14         |

Список композиций (аудиокассета, ЗеКо Рекордс/Алрек, июль 1992 года)
| №   | Название            | Текст песни                           | Музыка                 | Длительность |
| --- | ------------------- | ------------------------------------- | ---------------------- | ------------ |
| 1.  | «Делай как я»       | Герман Витке                          | А. Иванов и Б. Титомир | 5:51         |
| 2.  | «Ерунда»            | Кирилл Крастошевский                  | А. Иванов и Б. Титомир | 4:17         |
| 3.  | «Ночь разлуки»      | Богдан Титомир                        | А. Иванов и Б. Титомир | 4:35         |
| 4.  | «Будь мужчиной»     | Герман Витке                          | А. Иванов и Б. Титомир | 4:05         |
| 5.  | «Сила»              | Герман Витке/Кирилл Крастошевский     | А. Иванов и Б. Титомир | 6:33         |
| 6.  | «Багдадский вор»    | Кирилл Крастошевский и Богдан Титомир | А. Иванов и Б. Титомир | 5:20         |
| 7.  | «Высокая энергия»   | Богдан Титомир                        | А. Иванов и Б. Титомир | 5:09         |
| 8.  | «Девочка в красном» | Кирилл Крастошевский                  | А. Иванов и Б. Титомир | 4:45         |
| 9.  | «Чукча»             | Кирилл Крастошевский                  | А. Иванов и Б. Титомир | 4:35         |
| 10. | «Кайф»              | Герман Витке                          | А. Иванов и Б. Титомир | 5:14         |

Список композиций (компакт-диск, Vostok Entertainment Records, осень 1992 года)
| №   | Название                               | Текст песни                           | Музыка                 | Длительность |
| --- | -------------------------------------- | ------------------------------------- | ---------------------- | ------------ |
| 1.  | «Делай как я»                          | Герман Витке                          | А. Иванов и Б. Титомир | 5:51         |
| 2.  | «Секс-машина»                          | Герман Витке                          | А. Иванов и Б. Титомир | 4:05         |
| 3.  | «Кайф»                                 | Герман Витке                          | А. Иванов и Б. Титомир | 5:14         |
| 4.  | «Девочка в красном»                    | Кирилл Крастошевский                  | А. Иванов и Б. Титомир | 4:45         |
| 5.  | «Ночь разлуки»                         | Богдан Титомир                        | А. Иванов и Б. Титомир | 4:35         |
| 6.  | «Сила»                                 | Герман Витке/Кирилл Крастошевский     | А. Иванов и Б. Титомир | 6:33         |
| 7.  | «Ерунда»                               | Кирилл Крастошевский                  | А. Иванов и Б. Титомир | 4:17         |
| 8.  | «Гимн «Высокая Энергия» («Запорожец»)» | Богдан Титомир                        | А. Иванов и Б. Титомир | 5:09         |
| 9.  | «Чукча»                                | Кирилл Крастошевский                  | А. Иванов и Б. Титомир | 4:35         |
| 10. | «Багдадский вор»                       | Кирилл Крастошевский и Богдан Титомир | А. Иванов и Б. Титомир | 5:20         |

(*) релиз на компакт-диске содержит два скрытых инструментальных трека после песен «Делай как я» и «Багдадский вор»
Чарты и ротации
По данным интернет-проекта Moskva.FM, девять песен из альбома — «Делай как я», «Ерунда», «Ночь разлуки», «Секс машина» («Будь мужчиной»), «Высокая энергия», «Девочка в красном», «Чукча», «Кайф» и «Багдадский вор» — были в ротации нескольких российских радиостанций с 2008 по 2015 год. При этом песня «Делай как я» является самым популярным треком Богдана Титомира на радио, который за семь лет с 2008 по 2015 год прослушали 168 тысяч раз.

## Участники записи
- Богдан Титомир — аранжировка, автор текста
- Люда Ракета — бэк-вокал
- Участники ритм-балета «Высокая энергия» — хоровое пение
- Герман Витке — автор текста
- Кирилл Крастошевский — автор текста
- Иван Смирнов — акустическая гитара («Кайф», «Девочка в красном»)
- Сергей Овчинников — саксофон («Девочка в красном», «Ночь разлуки»)
- Игорь Балашов — полуакустическая гитара («Ночь разлуки»)
- Александр Венгеров — электрогитара («Сила», «Ерунда», «Багдадский вор»)
- Александр Иванов — аранжировка
- Всеволод Устинов — звукоинженер
- Юрий Богданов — звукорежиссёр
- Иван Салмаксов — дизайн
- Кирилл Мурзин — дизайн

## Позиции в чартах
| Год  | Чарты | Высшая позиция                                          |
| ---- | --- | ------------------------------------------------------- |
| 1991 | Россия, «Народный хит-парад МузОбоза»: «Любимые песни женщин-проституток» (25 октября 1991 года)             | «Ерунда»: 2                                             |
| 1991 | Россия, «Народный хит-парад МузОбоза»: «Любимые песни женщин-лесбиянок» (25 октября 1991 года)               | «Делай как я»: 6 «Ерунда»: 3                            |
| 1991 | Россия, «Звуковая дорожка МК», «Top 20 Hits» (ноябрь 1991 года)                                              | «Делай как я»: 1 «Ерунда»: 3                            |
| 1991 | Россия, «Звуковая дорожка МК», Итоги 1991 года: «Лучшая песня года» (16 января 1992 года)                    | «Ерунда»: 1 «Делай как я»: 11                           |
| 1991 | Беларусь, «Ласковый май», Итоговый годовой хит-парад «ЛМ: 91»                                                | «Делай как я»: 3                                        |
| 1992 | Россия, «Смена», Хит-парад «Питерская двадцатка: январь-92»                                                  | «Делай как я»: 1 «Ерунда»: 5                            |
| 1992 | Россия, «Смена», Хит-парад «Питерская двадцатка: февраль-92»                                                 | «Делай как я»: 1 «Ерунда»: 3                            |
| 1992 | Россия, «Смена», Хит-парад «Питерская двадцатка: апрель-92»                                                  | «Делай как я»: 2 «Девочка в красном»: 7                 |
| 1992 | Россия, «Смена», Хит-парад «Питерская двадцатка: май-92»                                                     | «Делай как я»: 4 «Девочка в красном»: 2                 |
| 1992 | Россия, «Звуковая дорожка МК», «Top 20 Hits» (февраль 1992 года)                                             | «Делай как я»: 1 «Ерунда»: 8                            |
| 1992 | Россия, «Звуковая дорожка МК», «Top 20 Hits» (март 1992 года)                                                | «Делай как я»: 1 «Девочка в красном»: 9 «Ерунда»: 17    |
| 1992 | Россия, «Звуковая дорожка МК», «Top 20 Hits» (апрель 1992 года)                                              | «Делай как я»: 1 «Девочка в красном»: 2                 |
| 1992 | Россия, «Звуковая дорожка МК», «Top 20 Hits» (июнь 1992 года)                                                | «Делай как я»: 2 «Девочка в красном»: 7 «Запорожец»: 12 |
| 1992 | Россия, «Звуковая дорожка МК», «Top 20 Hits» (9 сентября 1992 года) (опрос читателей)                        | «Делай как я»: 4 «Девочка в красном»: 2                 |
| 1992 | Россия, «Звуковая дорожка МК», «Top 20 Hits» (октябрь 1992 года)                                             | «Запорожец»: 4 «Девочка в красном»: 9                   |
| 1992 | Россия, «Звуковая дорожка МК», «Top 20 Hits» (ноябрь 1992 года)                                              | «Запорожец»: 8 «Девочка в красном»: 19                  |
| 1992 | Россия, «Звуковая дорожка МК», «Top 20 Hits» (декабрь 1992 года)                                             | «Запорожец»: 5 «Девочка в красном»: 17                  |
| 1992 | Россия, «Звуковая дорожка МК», «Top 10 LPs» (пластинки) (август 1992 года)                                   | «Высокая энергия»: 1                                    |
| 1992 | Россия, «Звуковая дорожка МК», «Top 10 LPs» (пластинки) (сентябрь 1992 года)                                 | «Высокая энергия»: 1                                    |
| 1992 | Россия, «Звуковая дорожка МК», «Top 10 LPs» (пластинки) (октябрь 1992 года)                                  | «Высокая энергия»: 1                                    |
| 1992 | Россия, «Звуковая дорожка МК», «Top 10 LPs» (пластинки) (ноябрь 1992 года)                                   | «Высокая энергия»: 3                                    |
| 1992 | Россия, «Звуковая дорожка МК», «Top 10 LPs» (пластинки) (декабрь 1992 года)                                  | «Высокая энергия»: 3                                    |
| 1992 | Россия, «Звуковая дорожка МК», «Top 10 Tapes» (продажа магнитоальбомов студии «Звук») (9 сентября 1992 года) | «Высокая энергия» («Б.Т. 1992»): 3                      |
| 1992 | Россия, «Звуковая дорожка МК», Итоги 1992 года: «Лучший певец» (16 января 1993 года)                         | Богдан Титомир: 3                                       |
| 1992 | Россия, «Звуковая дорожка МК», Итоги 1992 года: «Лучшая песня года»                                          | «Делай как я»: 2 «Девочка в красном»: 5 «Запорожец»: 10 |
| 1992 | Россия, «Звуковая дорожка МК», Итоги 1992 года: «Лучшая грампластинка»                                       | «Высокая энергия»: 2                                    |
| 1992 | Россия, Хит-парад ТАСС «Музыкальный Олимп», «10 первых песен за январь 1992 года»                            | «Делай как я»: 1                                        |
| 1992 | Россия, Хит-парад «Рокс-н-попс» (по результатам продажи грампластинок в Москве), июль 1992 года              | «Высокая энергия»: 1                                    |
| 1992 | Россия, «Хит-парад МузОбоза»: «Самые популярные песни 1992 года»                                             | «Делай как я»: 9                                        |
| 1992 | Минск, «Сорока», «Русские исполнители» (по продажам в студии звукозаписи «ВММ»)                              | «Высокая энергия»: 1                                    |
| 1992 | Беларусь, «Ласковый май», Хит-парад «ЛМ: июнь-92»                                                            | «Секс-машина»: 5                                        |
| 1993 | Россия, «Звуковая дорожка МК», «Top 20 Hits» (январь 1993 года)                                              | «Девочка в красном»: 15                                 |
| 1993 | Россия, «Звуковая дорожка МК», «Top 10 LPs» (пластинки) (январь 1993 года)                                   | «Высокая энергия»: 8                                    |
| 1993 | Россия, «Звуковая дорожка МК», «Top 10 Tapes» (продажа магнитоальбомов студии «Звук») (январь 1993 года)     | «Высокая энергия» («Б.Т. 1992»): 6                      |
| 1993 | Россия, «Звуковая дорожка МК», «Top 10 Music Videos» (видеоклипы) (январь 1993 года)                         | «Чукча»: 10                                             |
| 1993 | Россия, Хит-парад ТАСС «Музыкальный Олимп», «10 лучших грампластинок за март 1993 года»                      | «Высокая энергия»: 4                                    |
| 1993 | Россия, Хит-парад ТАСС «Музыкальный Олимп», «10 лучших грампластинок за апрель 1993 года»                    | «Высокая энергия»: 10                                   |